# Boden (Anzing)
Boden ist ein Ortsteil der Gemeinde Anzing im oberbayerischen Landkreis Ebersberg. 

## Lage
Die Einöde Boden liegt etwa drei Kilometer nördlich von Anzing.